# 何德兰
何德兰（英語：Isaac Taylor Headland，依查克·泰勒·黑德兰，1859年—1942年），美国美以美会传教士、汉学家，1888年到中国，曾在北京汇文书院担任文科和神科教习。在华期间曾多次为光绪皇帝翻译并提供西方书籍，其夫人则是清朝众多达官贵妇的家庭医生。何德兰曾编撰出版了多部有关晚清中国的著作。